# Jan Kees Haalebos
Jan Kees Haalebos (* 12. Juli 1942 in Hilversum; † 6. März 2001 in Nijmegen) war ein niederländischer Provinzialrömischer Archäologe von internationaler Reputation, Altphilologe und Hochschullehrer.

## Leben und Werk bis zur Promotion
Jan Kees Haalebos wurde am 12. Juli 1942 in Hilversum als Sohn eines Klavierlehrers und einer Kinderbuchillustratorin geboren und wuchs seit 1947 in Heiloo auf. Er besuchte das Murmellius-Gymnasium in Alkmaar. Bereits in dieser Zeit zeigte Jan Kees Halebos großes Interesse an den antiken Relikten seiner Umgebung. Er gründete den Verein für historische Forschung in Nordholland und verbrachte seine Freizeit mit archäologischen Erkundungen und Beobachtungen. Bereits als Siebzehnjähriger publizierte er 1959 in der archäologischen Zeitschrift Westerheem zu einem archäologischen Thema. Nach seinem Militärdienst begann er im Wintersemester 1963 das Studium der Archäologie und Altphilologie an der Universiteit van Amsterdam. Dort lernte er Annigje Westra kennen, die er 1970 heiratete und mit der er die drei Töchter Chaia, Sanne und Merit hatte.
Zwischen 1969 und 1970 studierte er an der Universität Bonn unter anderem bei Géza Alföldy (lateinische Epigraphik) und Harald von Petrikovits (Provinzialrömische Archäologie). In dieser Zeit knüpfte er auch gute und dauerhafte Kontakte zum Rheinischen Landesmuseum Bonn. Zurückgekehrt nach Amsterdam wurde er wissenschaftliche Hilfskraft von Willem Glasbergen, unter dem er maßgeblich an den Ausgrabungen im römischen Auxiliarkastells Nigrum Pullum (1969–1972) beteiligt war. Mit einer Arbeit über dieses Thema wurde er 1973 summa cum laude promoviert.

## Wirken bis zu seinem Tod
Bereits 1970 war Haalebos wissenschaftlicher Assistent von Julianus Egidius Bogaers an der Katolieke Universiteit Nijmegen, der heutigen Radboud-Universität geworden. Mit diesem führte er zahlreiche provinzialrömische Ausgrabungen in Nijmegen (siehe weiter unten), Woerden und Alphen aan den Rijn durch. Von der Universität wurde er zum Dozenten (Universiteit Hoofddocent) und assoziierten Professor (associate professor) ernannt. Nachdem Bogaers im Jahre 1991 emeritiert war, übernahm er dessen Lehrstuhl, zunächst aufgrund von Mittelkürzungen nur als außerordentlicher, ab 1995 dann als ordentlicher Professor. Unter diesen schwierigen Bedingungen führte Halebos die bis dahin längste und umfangreichste Ausgrabung auf dem Hunerberg durch. Dabei wurde eine Gesamtfläche von 3,5 Hektar untersucht, auf der sich das Legionslager der Legio X Gemina und deren Lagerdorf befanden. Bis 1997 bearbeitete er persönlich hunderte von Feldzeichnungen und inventarisierte tausende von Funden. Regelmäßig wurden die wichtigsten Grabungsergebnisse in der Zeitschrift Numaga publiziert.
Als Lehrstuhlinhaber schuf er vier Assistentenstellen für Doktoranden und wusste als engagierter Vertreter seines Faches Mitarbeiter und Studenten zu motivieren. Darüber hinaus gelang es ihm mit seiner eloquenten und enthusiastischen Art auch ein breiteres Publikum für die Belange der Archäologie zu begeistern. Im Zentrum seines Wirkens standen die römischen Fundplätze von Nijmegen, dem antiken Ulpia Noviomagus Batavorum und seiner Garnisonsplätze auf dem Hunerberg und dem Kops Plateau. Da bedingt durch die Einrichtung eines eigenen archäologischen Dienstes durch die Stadt Nijmegen für die Universität vor Ort keine weiteren Forschungen mehr möglich waren, widmete er sich ab 1999 den römischen Militärlagern in Rumänien, wo er mit geophysikalischen Methoden den Grundriss des Kastells Tihau feststellte. Ermutigt durch den Erfolg konzipierte er den Plan, weitere rumänische Kastelle auf diese Weise zu untersuchen, da er deren Zerstörungen durch eine kommende Intensivierung der Landwirtschaft erwartete. Im Jahr 2000 folgte das Kastell Romita. Im eigenen Lande widmete er sich den Erforschungen der römischen Grenzbefestigungen in den westlichen Niederlanden. So gelang ihm 1999 der definitive Nachweis der römischen Kastelle Albaniana und Laurium.

## Tod und Folgen für die Provinzialrömische Archäologie in Nijmegen
Am 7. März 2001 wurde Jan Kees Haalebos im Alter von nur 58 Jahren und im Zenit seines Schaffens stehend, plötzlich und unerwartet aus dem Leben gerissen. Viele Projekte wurden nicht abgeschlossen oder konnten nicht mehr initiiert werden. Seine geplante Beteiligung an einem großvolumigen Geschichtswerk über Nijmegen kam ebenfalls nicht mehr zustande. Nach seinem Tod wurde der Lehrstuhl für Provinzialrömische Archäologie an der Radboud-Universiteit nur noch bis 2008 von Michael Erdrich besetzt und anschließend aufgehoben.

## Schriften (Auswahl)
- mit Jules Bogaers: Een Schildknop uit Zwammerdam – Nigrum Pullum, gem. Alphen (Z.-H.). In: Helinium, 10 (1970), Nr. 3, S. 242–249.
- mit Johan Hendrik Frederik Bloemers: Roman pottery finds in Heerlen, Province of Limburg. Berichten van de Rijksdienst voor het oudheidkundig bodemonderzoek = Proceedings of the State Service for Archeological Investigations in the Netherlands, 23 (1973), S. 259–272.
- mit Jules Bogaers: Problemen rond het Kops Plateau. Oudheidkundige Mededelingen uit het Rijksmuseum van Oudheden te Leiden 56 (1975), S. 127–178.
- mit Jules Bogaers: Die Nijmegener Legionslager seit 70 nach Christus. In: Dorothea Haupt und Heinz Günter Horn (Red.): Studien zu den Militärgrenzen Roms II. Vorträge des 10. internationalen Limeskongresses in der Germania Inferior Rheinland-Verlag, Köln 1977, ISBN 3-7927-0270-3, S. 93–108
- Zwammerdam – Nigrum Pullum. Ein Auxiliarkastell am Niedergermanischen Limes. Universiteit van Amsterdam, Subfaculteit der Pre- en Protohistorie, Amsterdam 1977.
- mit Jules Bogaers: Aan de grens van Ulpia Noviomagus. Opgravingen in Nijmegen-West (Bronsgeeststraat, Dijkstraat, 1985). In: Numaga 33 (1986), S. 1–10.
- Fibulae uit Maurik. Rijksmuseum van Oudheden, Leiden 1986.
- Ausgrabungen in Woerden (1975–1982). In: Studien zu den Militärgrenzen Roms III. 13. Internationaler Limeskongress, Aalen 1983. Forschungen und Berichte zur Vor- und Frühgeschichte in Baden-Württemberg 20, 1986, S. 169–174.
- Een Romeins schip te Woerden. In H.R. Reinders (Hrsg.): Raakvlakken tussen Scheeparcheologie, Maritieme Geschiedenis en Scheepsbouwkunde. Lelystad, 1987, S. 25–28.
- Neues aus Noviomagus. In: Archäologisches Korrespondenzblatt, Band 20, 1990, S. 193–200 (PDF; 890 KB).
- mit Allard W. Mees und Marinus Polak: Über Töpfer und Fabriken verzierter Terra-Sigillata des Ersten Jahrhunderts. In: Archäologisches Korrespondenzblatt, 21(1991), Heft 1, S. 79–91.
- Castra und Canabae. Ausgrabungen auf dem Hunerberg in Nijmegen, 1987–1994. Katholieke Universiteit, Nijmegen 1995.
- Das Römerschiff von Woerden (Zuid-Holland, Niederlande). DEGUWA-Rundbrief, 11, 1996, S. 9–13.
- Ars Cretaria. Nijmegen en La Graufesenque. Enkele gedachten betreffende de organisatie van de terra sigillata-produktie en -handel in La Graufesenque (= Libelli Noviomagenses. Nummer 4). Katholieke Universiteit Nijmegen, Nijmegen 1997, ISBN 90-802647-2-5.
- Een romeins graanschip in Woerden. In: Jaarboek Oud-Utrecht, 1997, ISSN 0923-7046, S. 67–96.
- Die Canabae der Legio X Gemina in Nijmegen. Jahresbericht Gesellschaft Pro Vindonissa (1997), ISSN 0072-4270, S. 33–40, (auch digitalisiert als Word-Dokument).
- mit Willem J. H. Willems: Recent research on the limes in the Netherlands. In: Journal of Roman Archaeology 12 (1999), S. 247–262.
- Die wirtschaftliche Bedeutung des Nijmegener Legionslagers und seiner Canabae. In: Thomas Grünewald (Hrsg.): Germania inferior. Besiedlung, Gesellschaft und Wirtschaft an der Grenze der römisch-germanischen Welt (= Reallexikon der Germanischen Altertumskunde, Ergänzungsband 28). De Gruyter, 2000, ISBN 978-3-11-016969-0, S. 464–479.
- Woerden-Laurium. Een eerste inventarisatie van de opgravingen in de binnenstad. KUN afd. Provinciaal-Romeinse archeologie, Nijmegen 1998.
- Traian und die Hilfstruppen am Niederrhein. Ein Militärdiplom des Jahres 98 n. Chr. aus Elst in der Over-Betuwe (Niederlande). In: Saalburg-Jahrbuch 50 (2000), S. 31–72.
- mit Harry van Enckevort und Jan Thijssen: Nijmegen. Legerplaats en stad in het achterland van de Romeinse limes. Uitgeverij Uniepers Abcoude, Mijmegen 2000.
- Die früheste Belegung des Hunerberges in Nijmegen. In: P.W.M. Freeman et al. (Hrsg.): Limes XVIII. Proceedings of the XVIIIth International Congress of Roman Frontier Studies held in Amman, Jordan (September 2000). Oxford 2002, S. 403–414.